# Tropic Air

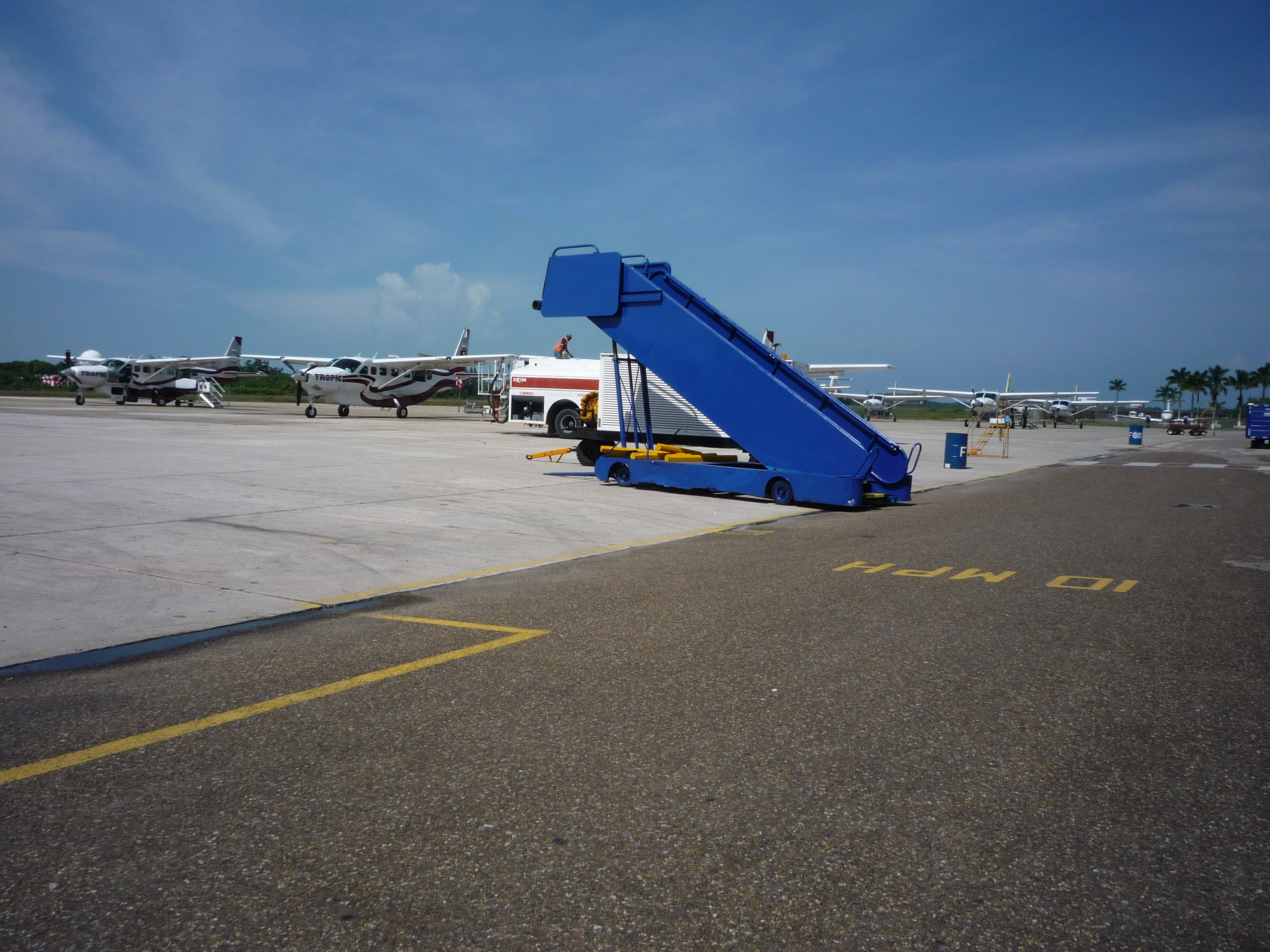
Cessna 208B Grand Caravan's en el Aeropuerto Internacional Philip S. W. Goldson

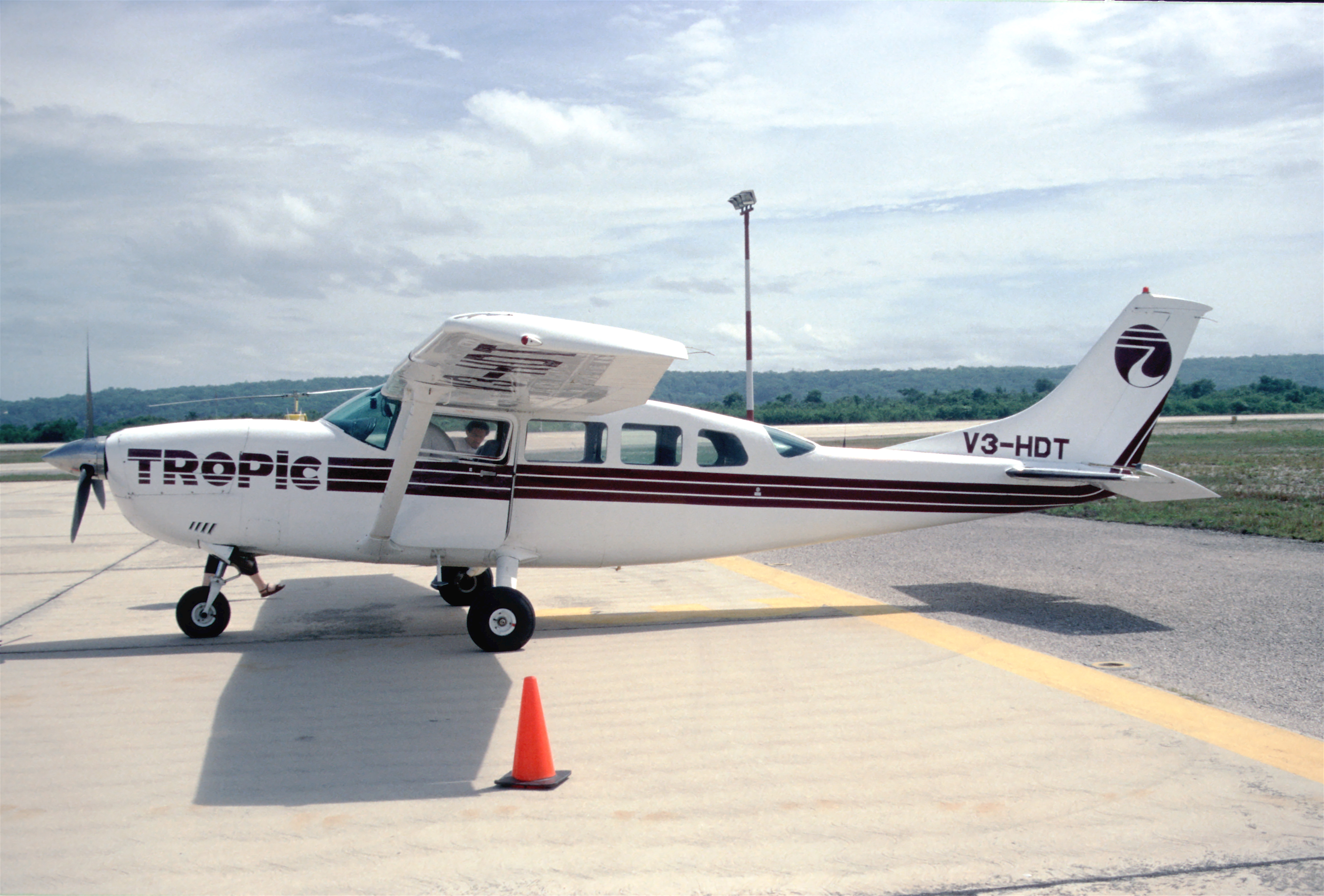
Cessna 172 Skyhawk en el Aeropuerto Internacional Mundo Maya

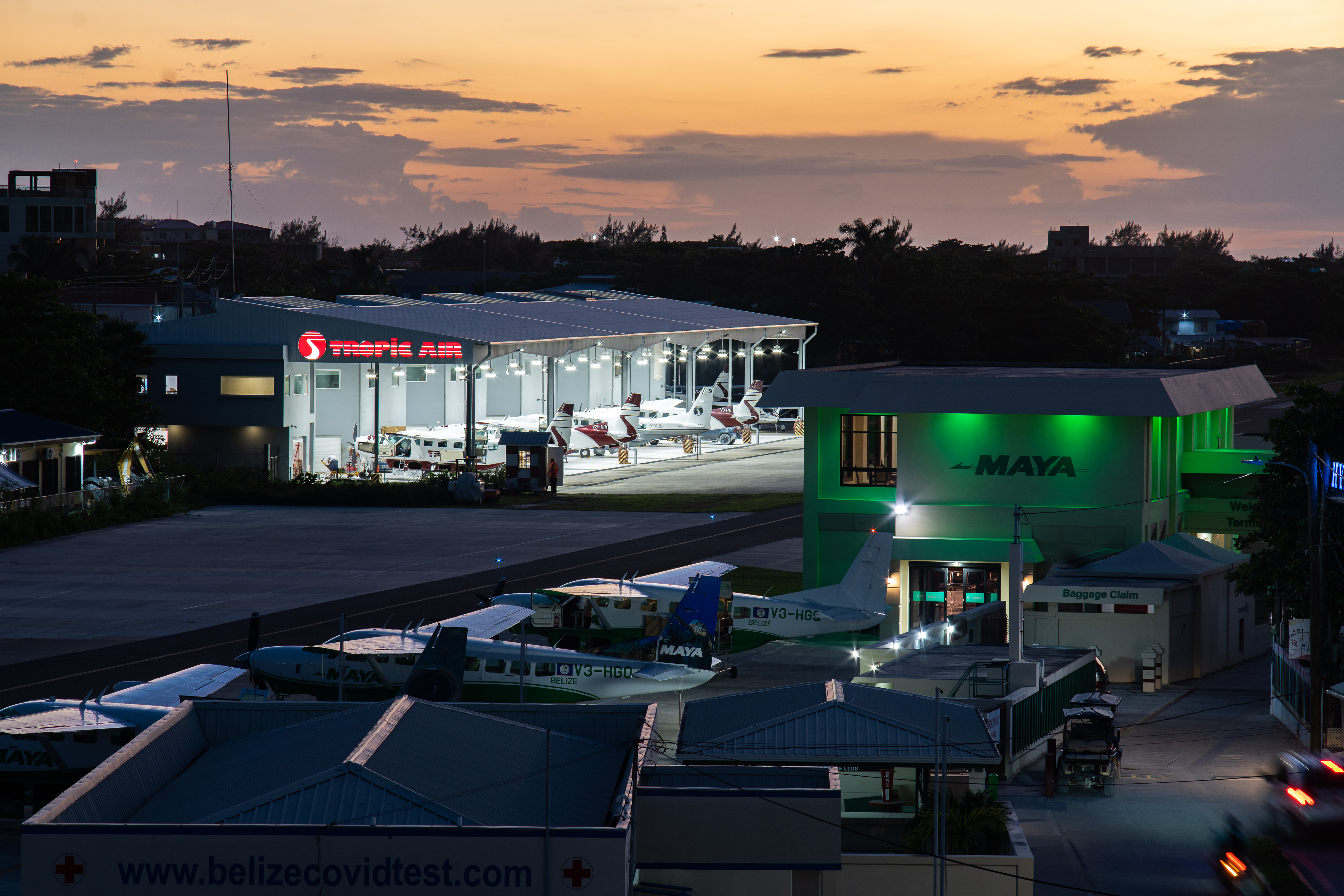
Terminal de Tropic Air en el Aeropuerto de San Pedro.

Tropic Air es una aerolínea de bandera que proporciona vuelos regulares de pasajeros y vuelos chárter, con base en la Ciudad de Belice en Belice. Fue fundada en 1979 por John Greif III con un solo avión y dos empleados, desde entonces, Tropic Air ha crecido constantemente para convertirse en la aerolínea más grande y más experimentada en Belice. Tropic Air vuela a 10 destinos que incluyen Belice, México, Guatemala y Honduras. La aerolínea ofrece varios tours, incluyendo el tour Blue Hole dos veces por semana. Tropic Air es también la única aerolínea en Belice que cuenta con la certificación IATA de Seguridad (ISSA).

## Destinos
En abril de 2023, Tropic Air operaba a los siguientes destinos:
| Países    | Destinos            | Aeropuertos                                     |
| --------- | ------------------- | ----------------------------------------------- |
| Belice    | Cayo Caulker        | Aeropuerto de Cayo Caulker                      |
| Belice    | Ciudad de Belice    | Aeropuerto Internacional Philip S. W. Goldson   |
| Belice    | Ciudad de Belice    | Aeropuerto Municipal de la Ciudad de Belice HUB |
| Belice    | Corozal             | Aeropuerto de Corozal                           |
| Belice    | Dangriga            | Aeropuerto de Dangriga                          |
| Belice    | Placencia           | Aeropuerto de Placencia                         |
| Belice    | Punta Gorda         | Aeropuerto de Punta Gorda                       |
| Guatemala | Ciudad de Guatemala | Aeropuerto Internacional La Aurora              |
| Honduras  | Roatán              | Aeropuerto Internacional Juan Manuel Gálvez     |
| Honduras  | San Pedro Sula      | Aeropuerto Internacional Ramon Villeda Morales  |
| México    | Cancún              | Aeropuerto Internacional de Cancún              |

| Aeronaves                | En servicio | Pedidos | Pasajeros                         | Matrículas                                                                                              | Antigüedad                        |
| ------------------------ | ----------- | ------- | --------------------------------- | --- | --------------------------------- |
| Beechcraft 1900D         | 1           | —       | 19                                | V3-BZE                                                                                                  | 25,5 años                         |
| Cessna 208 Grand Caravan | 13          | —       | 14                                | V3-HHC, V3-HHG, V3-HHE, V3-HHI, V3-HHK, V3-HHM, V3-HHL, V3-HHV, V3-HHW, V3-HHZ, V3-HIM, V3-HIG y V3-HIG | Edad media: 111,5 años            |
| Cessna 182               | 1           | —       | 3                                 | V3-HHY                                                                                                  | 7,5 años                          |
| Total                    | 15          | —       | Actualizado en diciembre de 2023. | Actualizado en diciembre de 2023.                                                                       | Actualizado en diciembre de 2023. |

## Códigos compartidos
Tropic Air actualmente posee código compartido con las siguientes aerolíneas:
- ARM Aviación
- TAG Airlines